# Basilica Palladiana
A Basilica Palladiana  Vicenza egyik híres reneszánsz épülete a város központjában, a  Piazza dei Signorin. Az építmény legfigyelemreméltóbb sajátossága a boltíves folyosó, loggia, mint az első példák egyike a Palladio-stílusú ablakra, amelyet az ifjú Andrea Palladio tervezett, kinek a munkái nagy hatással voltak az építészet fejlődésére a reneszánsz korában és későbbi időszakokban is.
Az eredeti épület a 15. században épült, és Palazzo della Ragione néven ismerték. A város vezetősége üléseinek színhelye volt, s alsó szintjén üzletek sorakoztak. Amikor az épület egy része 1546-ban összedőlt, a Százak Tanácsa megbízta az építészeket, készítsenek terveket az épület helyrehozatalára. Végül a benyújtott tervek közül 1549 áprilisában Palladióét választották. Ez rendkívül nagy hatással volt az építész további pályafutására, akinek ez volt az első középület-tervezői megbízatása. Az antik és a korszerű építészetet ötvözte, és ezzel nagy sikert aratott. Az eredetileg gótikus épület köré márványból kétszintes loggiasort épített, egy új külső homlokzatot klasszikus alakzatokból, egy boltíves folyosó és egy oszlopcsarnok segítségével.
A Basilica Palladiana tervezéséért Palladio hosszú éveken keresztül kapta a fizetést. Az épület teljesen csak halála után több mint harminc évvel, 1617-ben készült el. Ma kiállításoknak és rendezvényeknek ad otthont. Az épület Vicenza városa és Veneto tartomány Palladio által tervezett villái között került fel az UNESCO világörökség listájára.

## Építészeti jellemzői
Palladio eredeti tervrajzai egészen az 1546-os eredeti tervtől a végleges kivitelezési formáig fennmaradtak. Megoldása, amely magában foglalja a már meglévő épülethez való hozzácsatolást, az úgynevezett serlianán alapul: ez egy ismétlődő szerkezet, amelyben a köríves boltíveket téglalap alakú nyílások veszik körül; utóbbiak különböző méretűek voltak, hogy illeszkedjenek a belső tér változó méretéhez. A szögletes árkádokban az architráv nyílásai nagyon keskenyek. A serlianát már néhány évvel korábban Jacopo Sansovino alkalmazta a Biblioteca Marciana (1537) épületénél, valamint Giulio Romano a polironei apátság rekonstrukciójánál (1540).
Az alsó emeleten található loggiák dór oszloprendűek, a hozzájuk tartozó párkány frízén metopék (tálakkal és bucraniákkal díszítve) és triglifek váltakoznak. Az emeleti loggiák ezzel szemben jón rendűek, folytonos frízes párkányzattal. A loggiák tetejét téglából kirakott római keresztboltozat fedi.
A balusztrádot Giovanni Battista Albanese, Grazioli és Lorenzo Rubini szobrai díszíti. Az óratorony öt haranggal rendelkezik, amelyek E-dúr összhangzatban szólalnak meg.
Az 52 x 22 méter alapterületű és 24 méter magas szalonban a külső, kővel burkolt íves ablakok biztosítják a megvilágítást, amelyek ma a palladói loggák második sorából láthatók. A tetőrészt két színű burkolat borítja, sárgás és rózsaszínű veronai márványból.

## Galéria

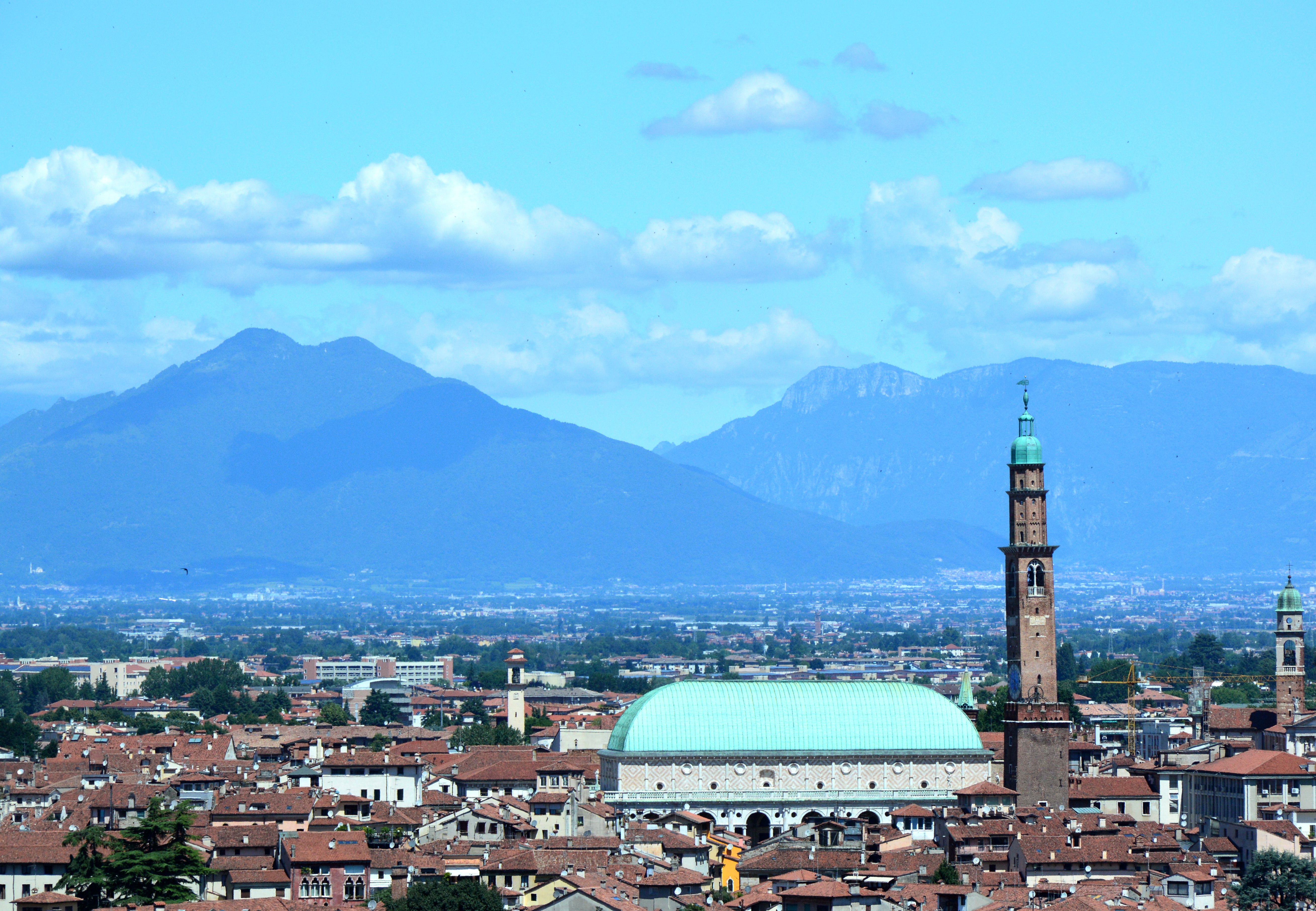
Az épület Vicenza látképében
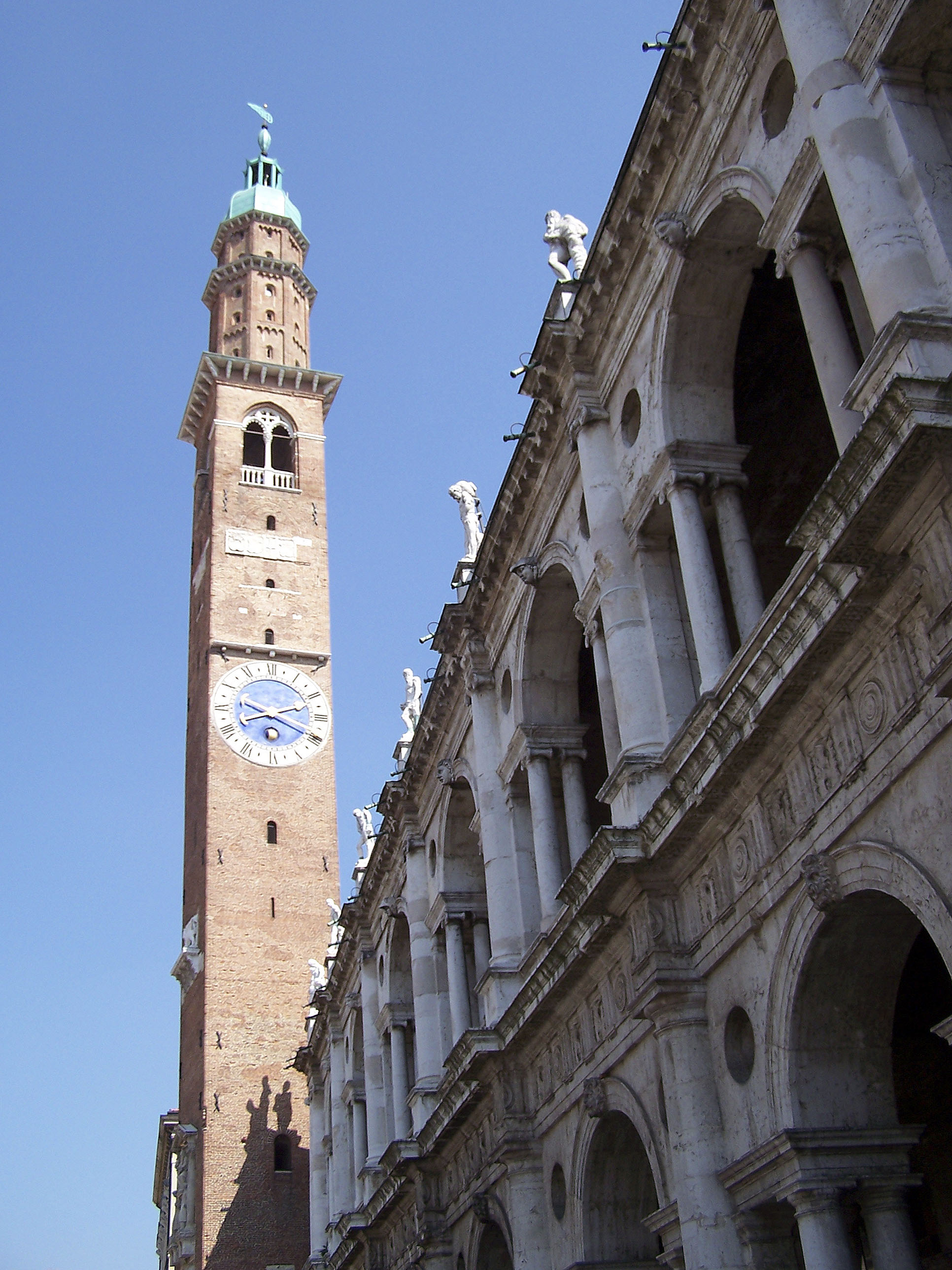
Az épület óratornya
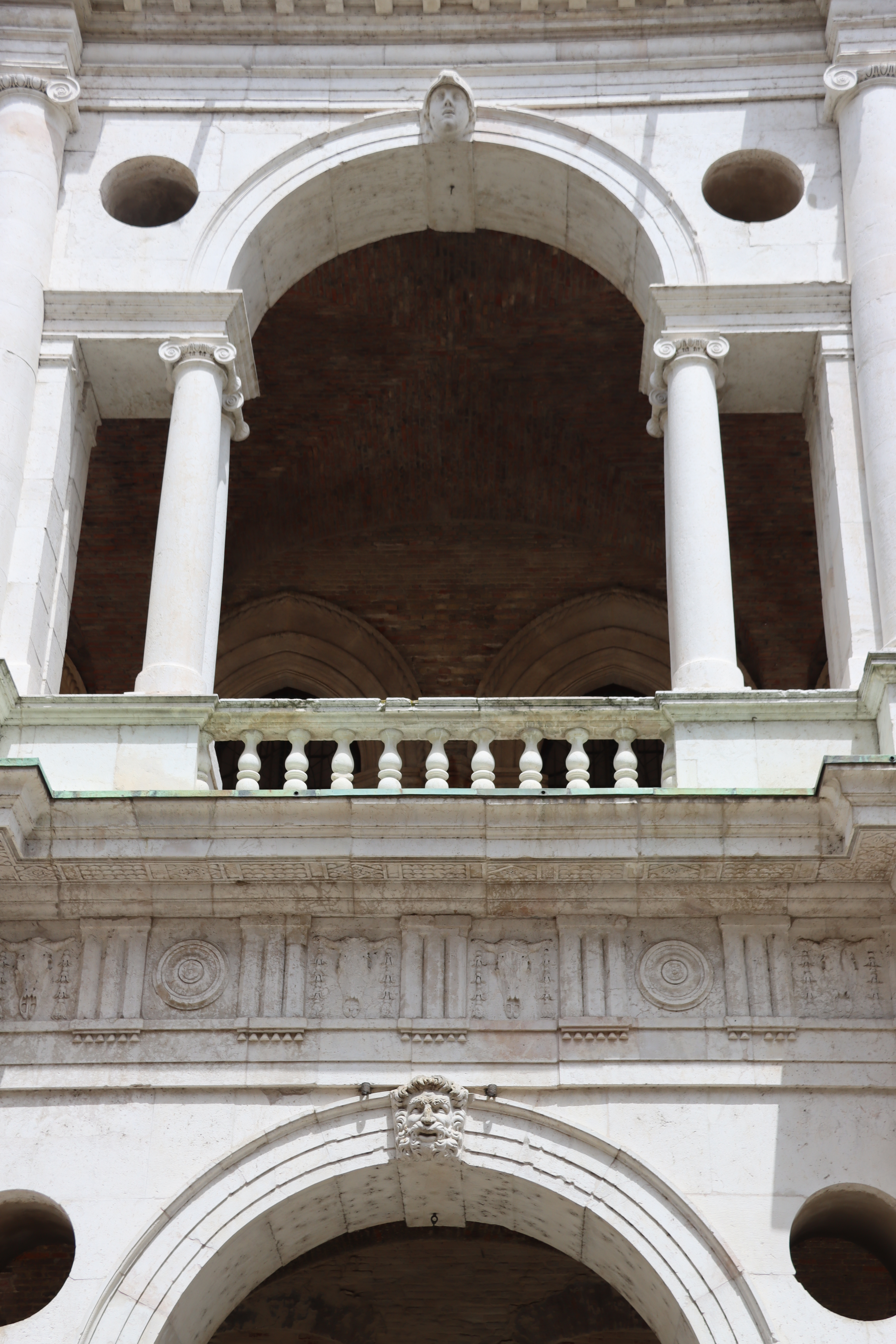
A palladiánus ablak egysége
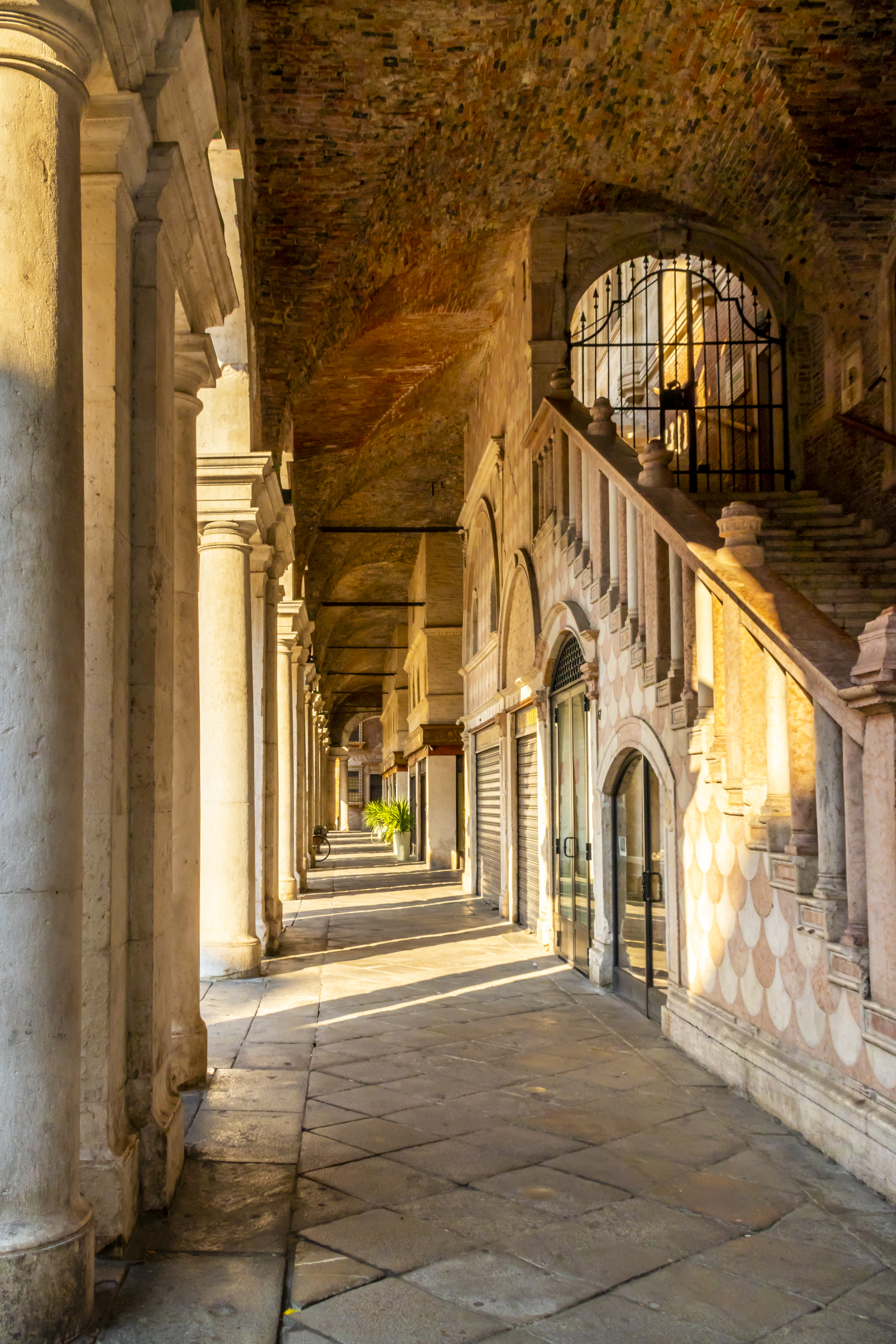
A földszinti loggia és lépcsősora
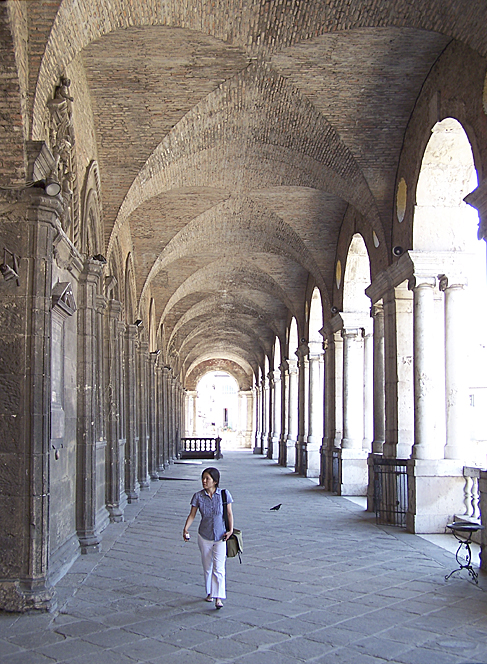
Az emeleti loggia tégla keresztboltozata
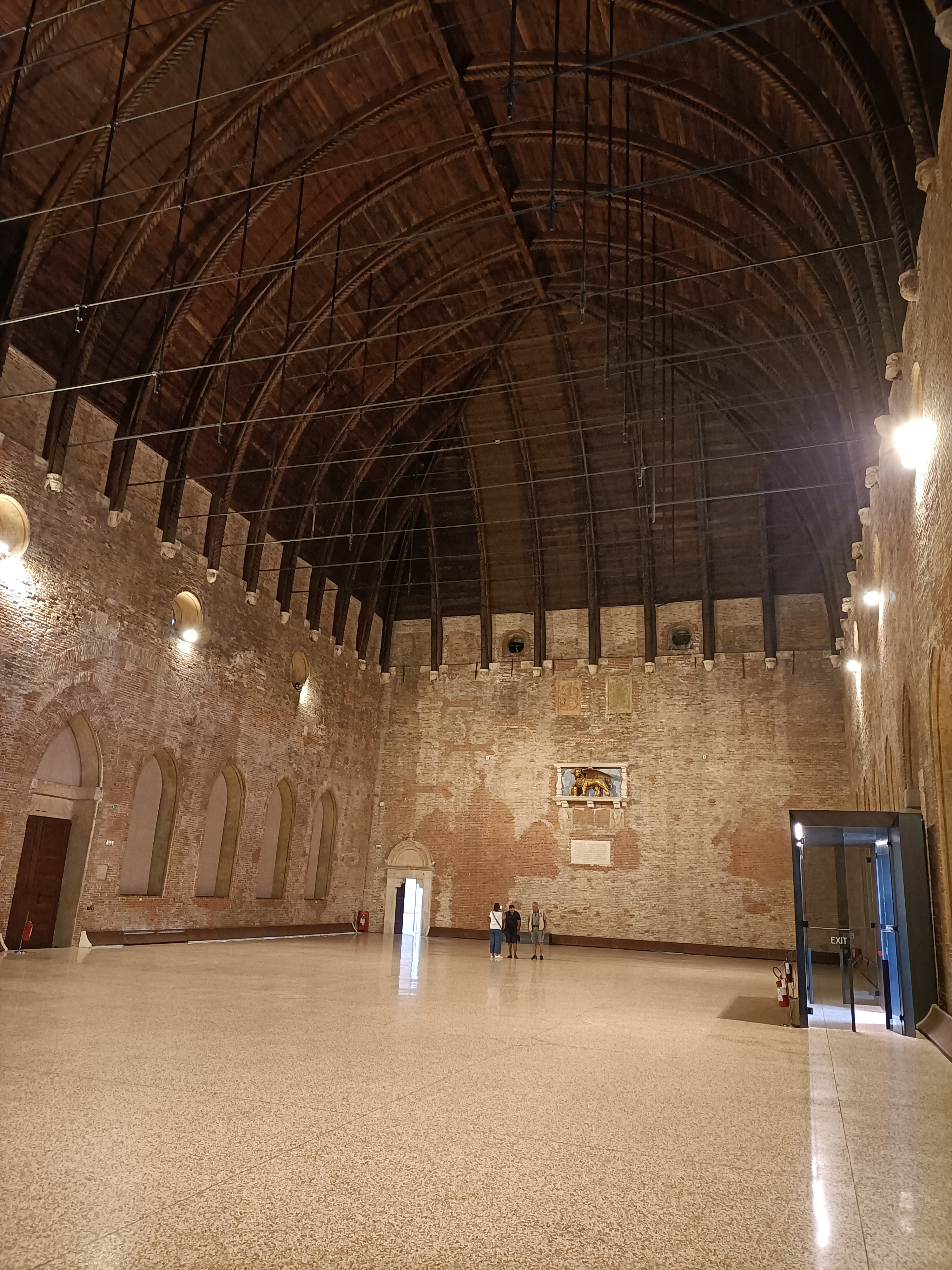
Az épület nagyterme, a szalon
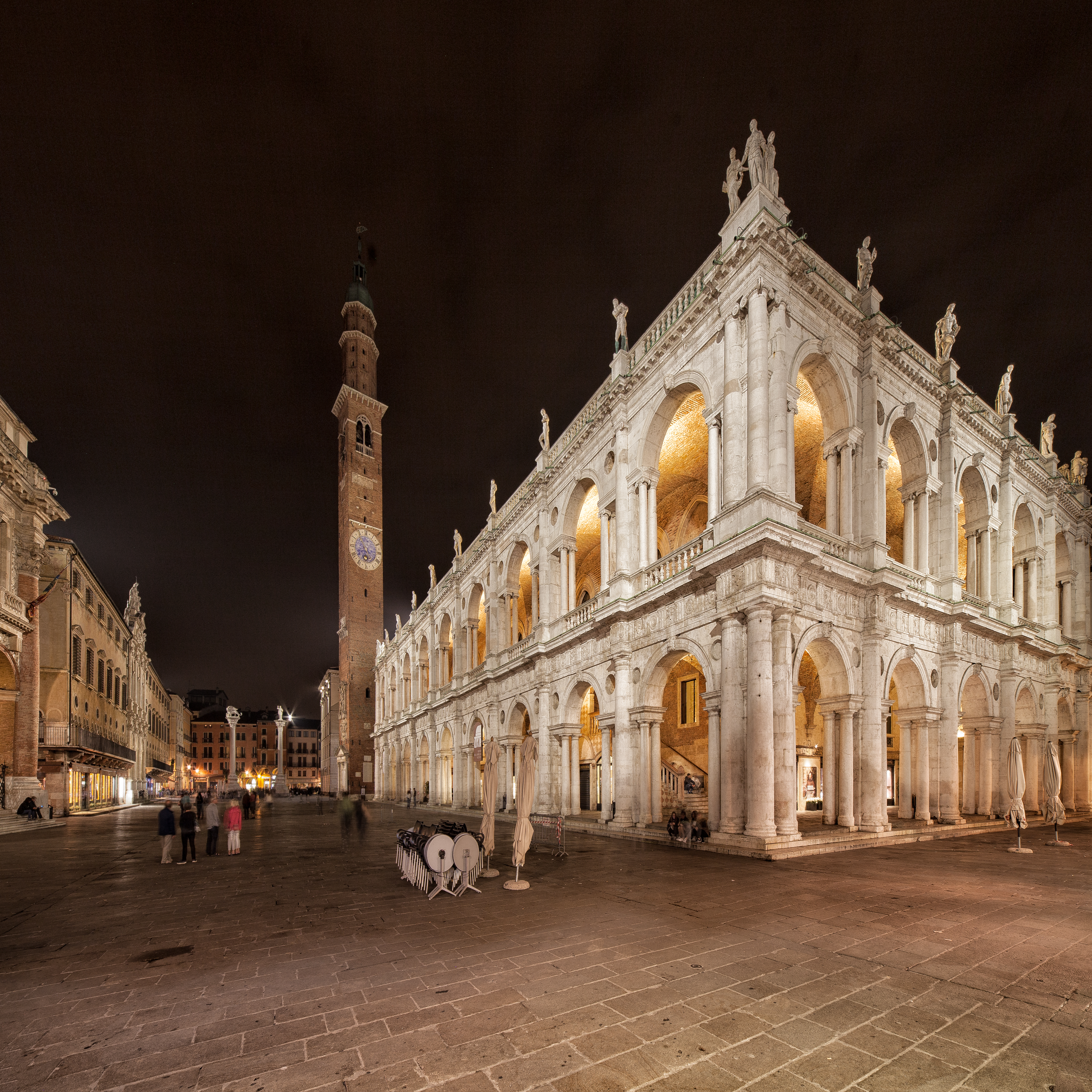
Éjszakai díszkivilágításban

## Fordítás
- Ez a szócikk részben vagy egészben  a   Basilica Palladiana című angol Wikipédia-szócikk ezen változatának fordításán alapul.  Az eredeti cikk szerkesztőit annak laptörténete sorolja fel. Ez a jelzés csupán a megfogalmazás eredetét és a szerzői jogokat jelzi, nem szolgál a cikkben szereplő információk forrásmegjelöléseként.